# Max Brooks
Max Brooks, właściwie Maximillian Michael Brooks (ur. 22 maja 1972 w Nowym Jorku) – amerykański pisarz specjalizujący się w literaturze s-f, aktor i autor scenariuszy. 
Jest synem reżysera, producenta i aktora Mela Brooksa i aktorki Anne Bancroft. W latach 2001–2003 współtworzył jeden z bardziej znanych amerykańskich programów rozrywkowych o nazwie Saturday Night Live na Comedy Channel. Jest autorem wydanej w 2003 roku książki "The Zombie Survival Guide", będącą jego literacką interpretacją mitu o zombie w formie poradnika opisującego jak przeżyć atak tych istot. Wątek ten kontynuuje w kolejnej książce, "World War Z" wydanej w 2006, będącej opisem wojny między ludźmi a zombie. Max Brooks występował także epizodycznie jako aktor w wielu serialach m.in. w serialu komediowym Roseanne (najpopularniejsze widowisko w którym brał udział) oraz brał udział we współtworzeniu seriali animowanych Justice League, Batman 20 lat później, Buzz Lightyear of Star Command (przygody gwiezdnego wojownika-zabawki Buzza znanego z Toy Story 1,2&3), oraz kilku innych (zajmował się tam dubbingiem postaci).